# The RED Album
Pour les articles homonymes, voir Red.
Albums de Game
LAX
(2008) Jesus Piece
(2012)
Singles
1. Red Nation
Sortie : 12 avril 2011
2. Martians vs Goblins
Sortie : 28 juin 2011
3. Drug Test

The RED Album est le quatrième album studio de Game, sorti le 23 août 2011 aux États-Unis. C'est son premier album sorti sous le nom de « Game » et non plus « The Game » comme pour ses trois premiers opus. Cet album marque également le retour du rappeur sur le label de Dr. Dre, Aftermath Entertainment, après son départ en 2006.

## Liste des titres
| No  | Titre                                                                                          | Contient un (des) sample(s) de                                                               | Durée |
| --- | ---------------------------------------------------------------------------------------------- | -------------------------------------------------------------------------------------------- | ----- |
| 1.  | Dr. Dre Intro (Interprété par Dr. Dre)                                                         |                                                                                              | 0:26  |
| 2.  | The City (featuring Kendrick Lamar – Produit par Cool & Dre)                                   | Tonight Is What It Means to Be Young de Fire Inc.                                            | 5:41  |
| 3.  | Drug Test (featuring Dr. Dre, Snoop Dogg et Sly – Produit par DJ Khalil)                       | Gin and Juice de Snoop Dogg featuring Daz Dillinger                                          | 2:46  |
| 4.  | Martians vs. Goblins (featuring Lil Wayne et Tyler, The Creator – Produit par 1500 or Nothin') | Party Like a Rockstar (Remix) des Shop Boyz featuring Lil Wayne, Jim Jones et Chamillionaire | 3:48  |
| 5.  | Red Nation (featuring Lil Wayne – Produit par Cool & Dre)                                      | Kernkraft 400 (Live Remix) de Zombie Nation                                                  | 3:49  |
| 6.  | Dr. Dre 1 (Interprété par Dr. Dre)                                                             |                                                                                              | 0:25  |
| 7.  | Good Girls Go Bad (featuring Drake – Produit par Cool & Dre)                                   | Don't Make the Good Girls Go Bad de Della Humphrey                                           | 4:38  |
| 8.  | Ricky (Produit par DJ Khalil)                                                                  |                                                                                              | 4:07  |
| 9.  | The Good, the Bad, the Ugly (Produit par Hit-Boy)                                              | Waiting de Bo Hansson                                                                        | 2:28  |
| 10. | Heavy Artillery (featuring Rick Ross et Beanie Sigel – Produit par StreetRunner et I.L.O.)     | Just a Prisoner de Billy Paul                                                                | 4:14  |
| 11. | Paramedics (featuring Young Jeezy – Produit par Maestro)                                       | 5 Boroughs de LL Cool J featuring Method Man, KRS-One et Jim Jones                           | 4:56  |
| 12. | Speakers on Blast (featuring Big Boi et E-40 – Produit par Mars)                               |                                                                                              | 5:11  |
| 13. | Hello (featuring Lloyd – Produit par Brody, Larrance Dopson et Mars)                           |                                                                                              | 3:49  |
| 14. | All the Way Gone (featuring Mario et Wale – Produit par Don Cannon et Mars)                    |                                                                                              | 4:07  |
| 15. | Pot of Gold (featuring Chris Brown – Produit par The Futuristics)                              | Rocketship de Guster                                                                         | 3:21  |
| 16. | Dr. Dre 2 (Interprété Dr. Dre)                                                                 |                                                                                              | 0:24  |
| 17. | All I Know (Produit par Boi-1da, Pebrocks et Big Kast)                                         |                                                                                              | 4:03  |
| 18. | Born in the Trap (Produit par DJ Premier)                                                      | Love Theme de Van McCoy How We Do de The Game featuring 50 Cent                              | 3:46  |
| 19. | Mama Knows (featuring Nelly Furtado – Produit par The Neptunes)                                |                                                                                              | 3:52  |
| 20. | California Dream (Produit par Mars)                                                            | All I Have des Moments                                                                       | 6:12  |
| 21. | Dr. Dre Outro (Interprété Dr. Dre)                                                             |                                                                                              | 0:30  |

| 22. | Basic Bitch (Produit par Dirk Pate) | 3:34 |

| 22. | I'm the King (Produit par 1500 or Nothin') | 5:25 |

## Classements
| Classement / pays (2011) | Meilleure position |
| ------------------------ | ------------------ |
| Australie                | 12                 |
| Australie (Urban)        | 3                  |
| Autriche                 | 39                 |
| Région flamande          | 32                 |
| Région wallonne          | 36                 |
| Canadian Albums Chart    | 2                  |
| Danemark                 | 17                 |
| Pays-Bas                 | 45                 |
| France                   | 30                 |
| Irlande                  | 7                  |
| Nouvelle-Zélande         | 19                 |
| Norvège                  | 27                 |
| Suisse                   | 7                  |
| UK Albums Chart          | 14                 |
| UK R&B Albums Chart      | 2                  |
| Billboard 200            | 1                  |
| Top R&B/Hip-Hop Albums   | 1                  |
| Top Rap Albums           | 1                  |

## Dates de sortie
Initialement prévu pour le 8 décembre 2009, l'album a été repoussé plusieurs fois en 2010, en raison des problèmes judiciaires du rappeur et surtout puisque Dr. Dre voulait plus de temps pour travailler sur l'album. Il est finalement prévu pour août 2011.
| Pays        | Date         | Format             | Label                       | Catalogue  | Édition  |
| ----------- | ------------ | ------------------ | --------------------------- | ---------- | -------- |
| France      | 19 août 2011 | CD, téléchargement | Polydor, Universal Music    | B005GETSTY | Standard |
| Allemagne   | 19 août 2011 | CD                 | Interscope, Universal Music | B002U1ACBO | Standard |
| Royaume-Uni | 22 août 2011 | CD, téléchargement | Polydor                     | B002U1ACBO | Standard |
| Canada      | 23 août 2011 | CD, téléchargement | DGC, Interscope             | B002U1ACBO | Standard |
| États-Unis  | 23 août 2011 | CD, téléchargement | DGC, Interscope             | B002U1ACBO | Standard |